# 聞慶駅
聞慶駅（ムンギョンえき）は、大韓民国慶尚北道聞慶市聞慶邑にある韓国鉄道公社中部内陸線の駅。

## 利用可能な路線
- 韓国鉄道公社
  - 聞慶線（営業休止中）
  - 中部内陸線

## 旧駅舎
- 1969年に聞慶邑の下里で開業した初代の駅は、プラットホーム2面3線の地上駅だった。聞慶線の営業休止後も書類上は鉄道庁の管理する駅で有り続けたが、設備の保存措置がとられず荒廃したため実質的に廃駅状態となった。2006年に駅舎を解体した上で敷地がゴルフ練習場と倉庫に転用され、残る駅施設も2020年から撤去の動きが始まっている。

## 歴史
- 1969年6月20日 - 開業。
- 1988年1月1日 - 手小荷物の取り扱い終了。
- 1995年4月1日 - 一般営業休止。
- 1999年1月23日 - 観光用臨時列車（不定期）の運行開始。
- 2000年12月31日 - 臨時列車の運行終了。
- 2024年11月30日 - 中部内陸線が当駅まで開業、馬院里に移設[1]。

## 隣の駅
韓国鉄道公社
中部内陸線
延豊駅 - 聞慶駅
聞慶線（休止中）
鎮南駅 - 聞慶駅